# Parcs nationaux du Bhoutan
Le Bhoutan compte (en juin 2017) cinq parcs nationaux et 16 autres réserves naturelles. La protection de la nature est sous la supervision du département des forêts et des services des parcs du département de l'agriculture. La protection de l'environnement et de la nature est considérée comme l'une des pierres angulaires du bonheur national brut. Les réserves naturelles occupent 48 % de la superficie du royaume.

## Parc national Jigme Dorji

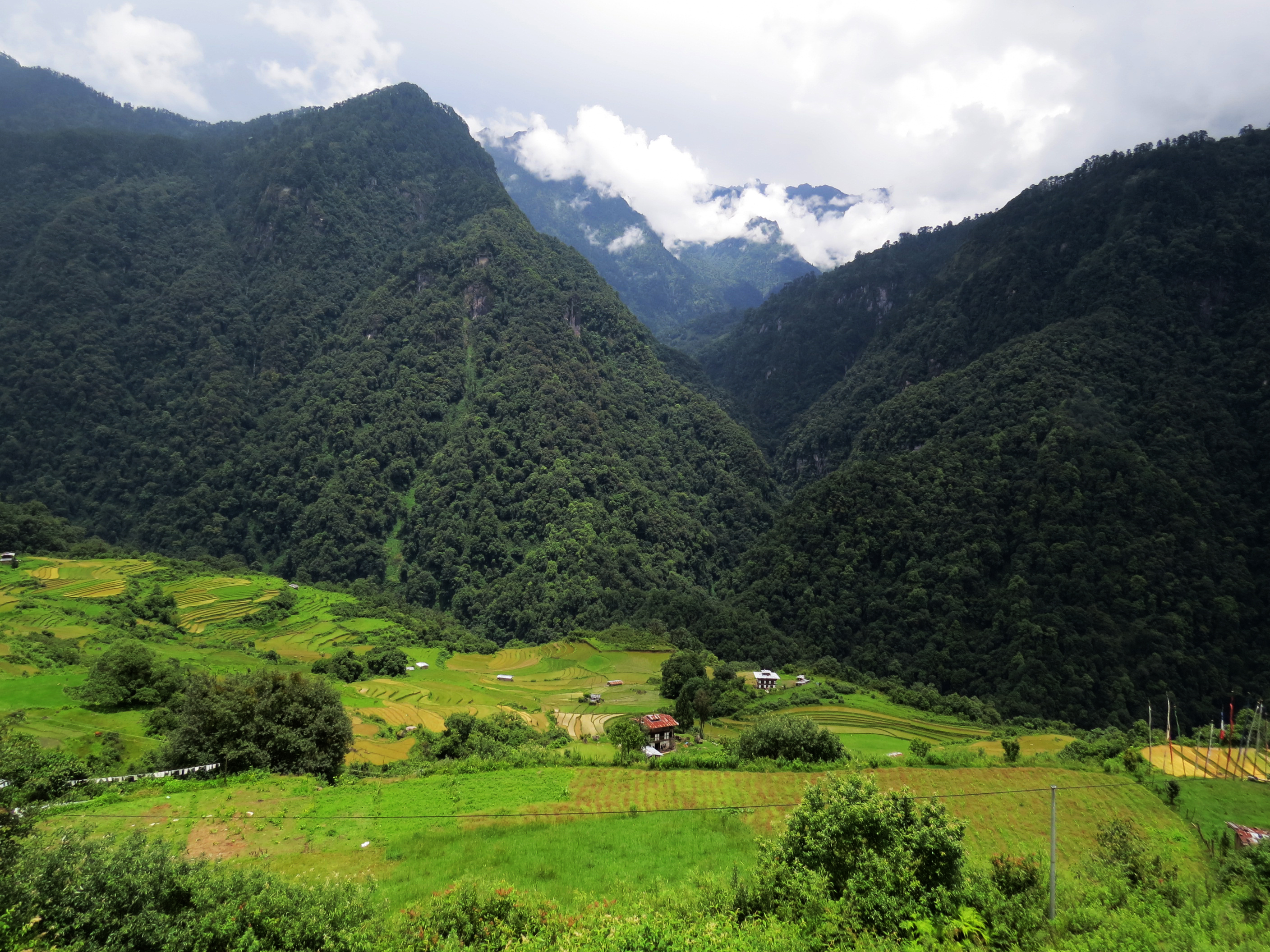
Les montagnes densément boisées du parc national Jigme Dorji.

Avec plus de 4 316 km², le parc national Jigme-Dorji est la deuxième plus grande zone protégée du Bhoutan. C'est l'une des régions les plus riches en biodiversité de l'Himalaya oriental et elle s'étend de la forêt de feuillus aux champs de glace éternelle et aux glaciers à la frontière nord-ouest du Bhoutan.

## Parc national Jigme Singye Wangchuk
Avec une superficie de 1 730 km², le parc national Jigme Singye Wangchuck, situé au centre du pays, est le troisième plus grand parc du Bhoutan. Les différents habitats vont des sommets montagneux recouverts de glace aux forêts de conifères et de feuillus.

## Parc national Royal de Manas

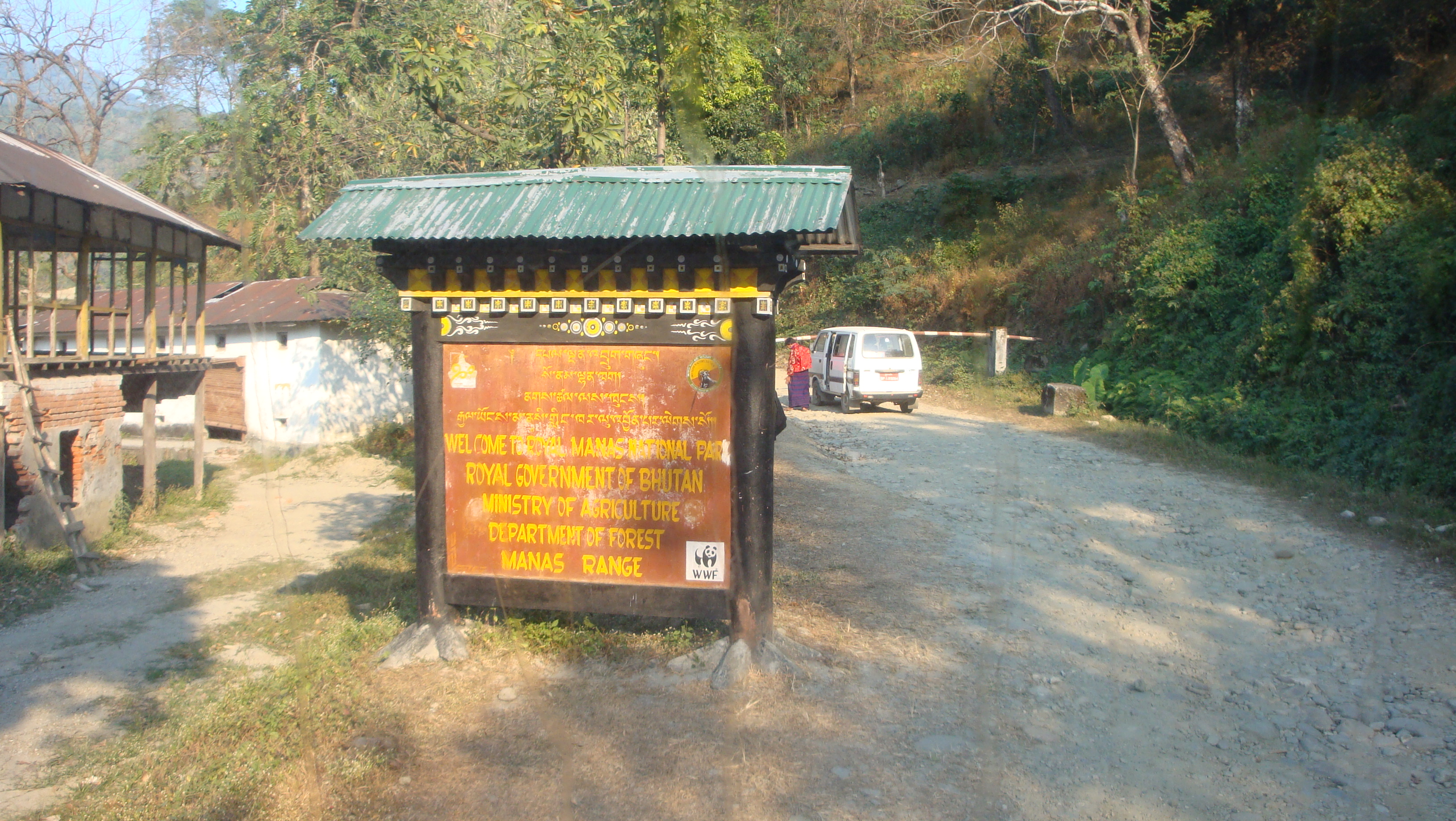
Entrée du parc national Royal Manas

Le parc national de Royal Manas, considéré comme le joyau de la couronne du Bhoutan, est une ancienne zone de chasse royale. Avec 1057 km², il forme le plus grand écosystème tropical et subtropical du pays. Il abrite des milliers d'espèces animales et végétales, dont beaucoup sont considérées comme menacées dans le monde entier. Il s'agit non seulement de la zone protégée présentant la plus grande biodiversité au Bhoutan, mais aussi de l'un des endroits les plus extraordinaires au monde. Situé dans le centre-sud du Bhoutan, sa frontière sud s'étend jusqu'au site indien inscrit au patrimoine mondial de l'UNESCO, le parc national de Manas. Au nord, il est bordé par le parc national Jigme Singye Wangchuck. En 1966, Royal Manas a été désigné comme sanctuaire de la vie sauvage, ce qui en fait la plus ancienne réserve naturelle du Bhoutan. En 1993, la région a été déclarée parc national. De mai à septembre, la mousson apporte jusqu'à 5000 mm de pluie. En hiver, il ne pleut qu'en petites quantités. Le climat est très agréable de novembre à février. La région est exceptionnellement riche en espèces, notamment le tigre du Bengale, l'éléphant d'Asie, le buffle d'eau, le rhinocéros indien, la panthère nébuleuse, l'ours paresseux, l'ours noir de l'Himalaya, le langur doré, le dauphin du Gange et le pangolin. Plus de 426 espèces d'oiseaux ont été officiellement observées ici. On suppose cependant que 200 autres espèces d'oiseaux peuvent être trouvées dans le parc. On y trouve également des espèces mondialement menacées comme le calao, la deuxième plus grande espèce de héron, le héron impérial. Parmi les plus de 900 espèces végétales présentes dans le parc, beaucoup ont une importance commerciale, médicinale, traditionnelle ou religieuse.

## Parc national de Phrumsengla
Le parc national de Phrumshingla, d'une superficie de 905 km², situé au centre du Bhoutan et ouvert en juillet 1998, est l'un des plus jeunes parcs nationaux du Bhoutan.
Les forêts intactes vont des hauteurs alpines aux forêts subtropicales à feuilles caduques. Avec le léopard des neiges et le panda rouge, les plantes rares forment un habitat unique et important au niveau mondial. Les altitudes vont de 1000 à plus de 4000 m, avec des températures allant de -21°C à 28°C, le parc présente l'une des plus grandes différences climatiques au monde. Le parc a fait sensation en 2000 lorsque le WWF a utilisé un piège à photos pour photographier un tigre à 3 000 mètres d'altitude. C'est la première fois qu'une photo de cette espèce a été prise à cette altitude. En outre, 341 espèces d'oiseaux différentes font de la région un paradis pour tout observateur d'oiseaux. Le parc est également connu pour ses paysages de montagne à couper le souffle, qui attirent chaque année de nombreux touristes et randonneurs. Ceux-ci contribuent à l'entretien du parc national et des communautés qui s'y trouvent.

## Parc national du centenaire Wangchuck
Le Wangchuck Centennial Park est le plus grand parc national du pays avec 4921 km². Il a été créé en 2008 en tant que plus jeune parc national.

## Autres zones protégées

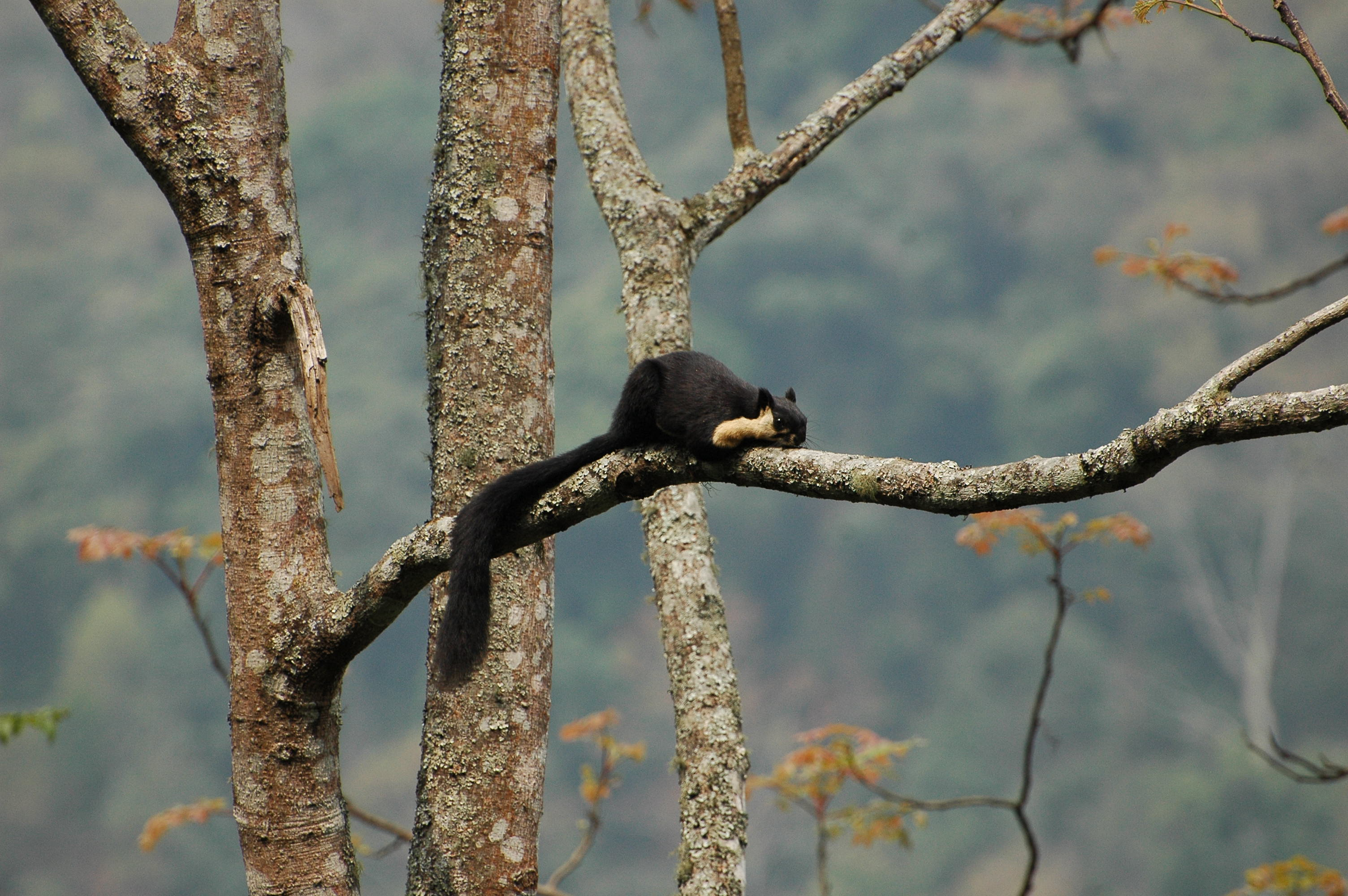
Écureuil géant oriental (Ratufa bicolor) en route vers Korphu

- Réserve naturelle stricte de Torsa, 609 km²[14].
- La réserve naturelle de Bumdeling, d'une superficie de 1521 km², figure sur la liste indicative des sites du patrimoine mondial du Bhoutan[15].
- Réserve de Motithang Takin (district de Thimphu)[16].
- Sanctuaire de faune de Khaling, 334 km²[17].
- Sanctuaire de la faune de Phipsoo, 609 km²[18].
- La réserve naturelle de Sakteng, d'une superficie de 741 km², figure sur la liste indicative des sites du patrimoine mondial du Bhoutan[19].
- Corridor biologique 1, 149 km²[20].
- Corridor biologique 2, 275 km²[21].
- Corridor biologique 3, 376 km²[22].
- Corridor biologique 4, 501 km²[23].
- Corridor biologique 5, 212 km²[24].
- Corridor biologique 6, 160 km²[25].
- Corridor biologique 7, 79 km²[26].
- Corridor biologique 8, 720 km²[27].
- Gangtey-Phobji, 9,7 km², zone Ramsar[28].
- Bumdeling, 1,42 km², zone Ramsar[29].
- Khotoka, 1,14 km², zone Ramsar[30].